# كاريوبانجي شاركز
نادي كاريوبانجي شاركز لكرة القدم (بالأنجليزية:Kariobangi Sharks) أو ما يمكن ترجمته بقروش كاريوبانجي, هو نادي كرة قدم كيني متمركز في نيروبي العاصمة و متأسس في ضاحيتها كاريوبانجي، يلعب النادي في دوري الدرجة الأولى الكيني.

## تاريخ
تم تأسيس الفريق سنة 2000 و أبتدأ مساره من الأقسام الدنيا في رابطة نيروبي
, كانت كاريوبانجي وقتها ضاحية تعاني من تفشي الأجرام، مما أدى بناشطين محليين لإنشاء الفريق لحماية الشباب من الأنخراط في الجريمة.
سنة 2018 فاز الفريق بأول لقب له في نهائي كأس كينيا ضد سوفاباكا 3-2, كذلك سنتها نال لاعب الفريق أريك كابياتو لقب أفضل لاعب في الدوري وأفضل هداف,
سنة 2019 لعب الفريق لأول مرة في كأس الفدرالية الأفريقية.

## منشئات
يستقبل الفريق في ملعب كينياتا الذي يسع 10000 متفرج ويتدرب في معهد اوتالي بأتفاق مع إدارة المعهد لأستغلال المنشئات.

## البطولات

### كأس رئيس كينيا:
- 2018[5]

## مشاركات أفريقية

### كأس الكنفدرالية الأفريقية:
- 2019[6]

## وصلات خارجية
صفحة الفريق على موقع الدوري الكيني